# Antonina Zetova
Antonina Zetova (Pleven, 17 settembre 1973) è un'allenatrice di pallavolo ed ex pallavolista bulgara.
Giocava nel ruolo di schiacciatrice e opposto.

## Carriera

### Giocatrice
Antonina Zetova comincia la sua carriera pallavolistica da professionista nel 1989 nella prima divisione bulgara con la maglia del CSKA Sofia, con la quale resterà legata fino al 1995, per un periodo di sei stagioni, vincendo diversi campionati e coppe di Bulgaria. Nel 1995 si trasferisce in Turchia giocando prima con l'Eczacıbaşı Spor Kulübü per due stagioni, e poi con il VakıfBank Spor Kulübü per una stagione.
Nella stagione 1998-99 approda in Italia, ingaggiata dalla Volley Modena, in serie A1: al club resterà legata per due stagioni e vincerà il campionato nella stagione 1999-00 e risultando la migliore realizzatrice del campionato italiano con 479 punti, primato che conquisterà anche nella stagione successiva, questa volta con la maglia di Bergamo, realizzando 484 punti. Nella stagione 2001-02 è nuovamente a Modena dove vince la Coppa Italia e la Coppa CEV.
Dopo una nuova parentesi durata un anno in Turchia, sempre nell'Eczacıbaşı Spor Kulübü, torna in Italia con la Pallavolo Chieri: con la squadra piemontese resta per due stagioni e vince la Top Teams Cup. Nella stagione 2005-06 viene ingaggiata da Perugia per due stagioni. Sarà questo il periodo più vittorioso della sua carriera che corrisponde anche al periodo di maggior successi della squadra umbra: vince infatti la Coppa di Lega e la Champions League nel 2006 e la Coppa CEV, la Coppa Italia e lo scudetto nel 2007.
Dopo un anno d'inattività per maternità, riprende nel 2008 dalla squadra greca del Olympiakos Syndesmos Filathlon Peiraios, ma nel corso della stagione viene ceduta in prestito alla squadra spagnola del Palma Volley. Nella stagione 2009-10 fa ritorno nuovamente in Italia con Perugia, entrando a fine stagione nella top-ten delle migliori realizzatrici, nella stagione agonistica 2010-2011 fa ritorno al Chieri Volley Club militante nel campionato femminile di Serie A2. Con la nazionale nel 2010 si aggiudica la medaglia d'argento all'European League.

### Allenatrice
Terminata la carriera agonistica, intraprende l'attività di allenatrice: nel 2016 è assistente allenatrice della Bulgaria, mentre l'anno successivo guida la Bulgaria U-23 alla conquista della medaglia di bronzo al campionato mondiale di categoria.

## Palmarès

### Giocatrice

#### Club
- Campionato italiano: 2

1999-00, 2006-07
- Campionato bulgaro: 4

1990-91, 1991-92, 1992-93, 1994-95
- Coppa Italia: 2

2001-02, 2006-07
- Coppa di Bulgaria: 2

1992-93, 1994-95
- Champions League: 1

2005-06
- Coppa CEV: 2

2001-02, 2006-07
- Top Teams Cup: 1

2004-05
- Coppa di Lega: 1

2006

#### Nazionale (competizioni minori)
- European League 2010

### Allenatrice

#### Nazionale (competizioni minori)
- Campionato mondiale under 23 2017